# Wiktor (Ostrowidow)
Wiktor, imię świeckie Wiktor Aleksandrowicz Ostrowidow (ur. 8 maja?/20 maja 1875 w Zołotom, zm. 1934) – rosyjski biskup prawosławny.

## Życiorys
Urodził się w religijnej rodzinie chłopskiej. Ukończył seminarium duchowne w Saratowie w 1899, po czym wstąpił na studia w akademii teologicznej w Kazaniu i uzyskał tytuł kandydata teologii. W 1909 przez 9 miesięcy kierował seminarium duchownym w Archangielsku, po czym został mnichem w Ławrze Aleksandra Newskiego. 22 listopada 1910 otrzymał godność archimandryty i został przełożonym monasteru Św. Trójcy w Zieleńcu, w eparchii petersburskiej.
W grudniu 1919 został biskupem pomocniczym eparchii wiackiej. W rok później został aresztowany przez miejscową Czekę za prowadzenie agitacji antybolszewickiej, za co otrzymał wyrok pięciu miesięcy pozbawienia wolności. Uwolniony w kwietniu 1921, czasowo administrował eparchią tomską, zaś w sierpniu 1922, na skutek ataków na duchowieństwo prawosławne, miał równocześnie pełnić obowiązki biskupa pomocniczego eparchii wiackiej i biskupa orłowskiego. Niemal natychmiast został jednak aresztowany pod zarzutem rozprowadzania nielegalnej literatury pochodzącej od patriarchy Tichona i skazany na trzy lata łagru.
Po odbyciu wyroku wrócił do Wiatki, jednak już w maju 1926 został ponownie zatrzymany za organizację nielegalnego zgromadzenia i trafił do więzienia na Butyrkach. 20 sierpnia tego samego roku otrzymał wyrok 3 lat zesłania z zakazem osiedlenia w sześciu największych miastach ZSRR oraz w Wiatce, karę miał odbywać w Głazowie. Mimo tego jesienią 1926 został mianowany biskupem iżewskim i wotkińskim, a równolegle administrował eparchią wiacką.
W całym okresie swojej działalności po zawiązaniu się ruchu Żywej Cerkwi Wiktor należał do jego najważniejszych przeciwników, zdecydowanie protestując przeciw wszelkim zmianom w liturgice oraz kompromisom z władzami ZSRR. Sprzeciwiał się deklaracji locum tenens patriarchatu moskiewskiego Sergiusza zapewniającego o lojalności Cerkwi wobec rządu, listownie prosił metropolitę o zmianę decyzji w tej sprawie. Kiedy jego wysiłki nie przyniosły rezultatów, 10 grudnia 1927 jako pierwszy biskup wystąpił z Cerkwi Rosyjskiej. Oskarżył metropolitę o zdradę ideałów chrześcijańskich i otwarcie, w korespondencji i listach pasterskich, zaczął działać na rzecz występowania kapłanów z kierowanych przez niego struktur. Z tego powodu 4 kwietnia 1928 został ponownie aresztowany i skazany na 3 (lub 5) lat łagru. Trafił do obozu w dawnym Monasterze Sołowieckim. Po odbyciu kary został w niejasnych okolicznościach zatrzymany ponownie i po raz kolejny skazany na zesłanie do miejscowości Ust’ Cilma.
Zmarł w 1934 po krótkiej chorobie. Jego relikwie zostały w grudniu 1998 przeniesione do monasteru Św. Trójcy w Wiatce. Wcześniej, w 1981, został kanonizowany przez Rosyjski Kościół Prawosławny poza granicami Rosji, a w 2006 uznany za nowomęczennika i kanonizowany przez Rosyjski Kościół Prawosławny.